# アンテナ・アナライザ

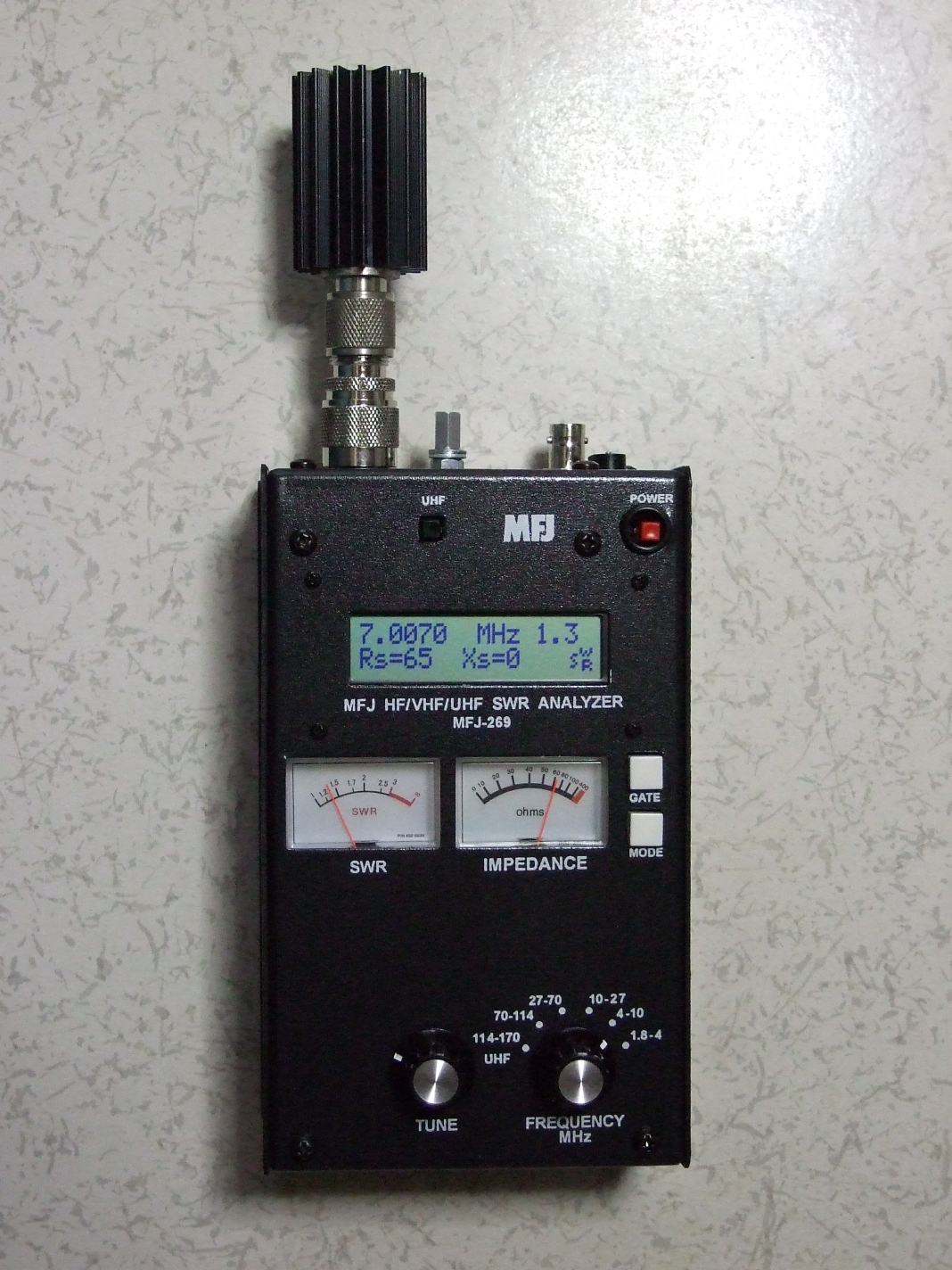
アンテナ・アナライザでダミー・ロードの SWR と複素インピーダンスを測定している様子。MFJ Enterprises Inc. MFJ-269。

アンテナ・アナライザは、アンテナ、伝送路、同調回路、フィルタ回路等の、様々な電気的な値を測定することができる簡易的な測定器である。SWR アナライザ、RF アナライザとしても知られている。

## 目的
アンテナ・アナライザは主にアマチュア無線家が無線の送受信に関わる各種機器、部品、給電線などの調整を行ったり、正常な状態に調整されているかを確認したりするために用いられる。
アンテナを製作し、実用できる状態にするには、一般的に調整が必要である。調整する際に、アンテナの現在の SWR、複素インピーダンス（純抵抗分およびリアクタンス）、共振周波数、使用可能な周波数の範囲などの値を知ることができると、非常に効率的に調整ができる。調整後もこれらの値が分かっていれば、アンテナをより有効に利用することができる。
同軸ケーブルや平行二線式フィーダといった給電線について、SWR、電気的な線路長、速度係数（短縮率）、Q、損失、共振周波数、複素インピーダンスを知り、適切に調整することは、アンテナ系 (空中線系とも。送信機、受信機、あるいはトランシーバーのアンテナ端子からアンテナを含む回路の総称) を良好な状態で使用するために重要である。
アンテナと給電線との整合、給電線と無線機との整合といった、高周波回路のインピーダンスを知ったり調整したりすることも重要である。
同調回路の共振周波数や Q、フィルタ回路の SWR や周波数特性（減衰量と周波数範囲）を知ったり調整したりすることも重要である。

## 仕組み
アンテナ・アナライザは、高周波発振器で微弱な信号を発生させ、高周波ブリッジ回路により測定した結果を周波数カウンタやその他で表示する。

## 用途
アンテナ・アナライザは以下のような用途に使用できる。

### アンテナの測定
目的の周波数でアンテナが最良の利得を得るようにするための値を測定できる。SWR、複素インピーダンス、共振周波数、周波数帯幅などである。
インピーダンスを測定し、アンテナがリアクタンス分を持っていれば、それを打ち消すようなリアクタンスを持つコイルやコンデンサを接続し、そこに給電することで純抵抗のみを持つようにでき、アンテナからの電波の輻射を最大にすることができる。
SWR が悪い値を示したら、アンテナのインピーダンスと給電線（アンテナ・アナライザ）のインピーダンスとが異なっている（不整合である）ことを示す。アンテナのインピーダンスと給電線のインピーダンスとの両方が分かれば、インピーダンス変換を行うのに、どのようなインピーダンス比のトランスを使用すれば整合が取れるかを調べることができる。
共振周波数は、アンテナが最も良く働く周波数である。送受信する頻度が最も高い周波数にアンテナの共振周波数を調整すると効率的である。
周波数帯幅は、共振周波数を中心に、どれくらい周波数がずれてもアンテナとして使用できるかを示す値である。送受信する周波数がただ 1 つではなく、例えば 50 MHz～54 MHz の任意の周波数である場合、アンテナがこの周波数帯全部で実用になるのか、それより狭い周波数帯幅でしか使用できないのかが分かる。アンテナは、共振周波数からずれるにしたがって SWR が悪化し、整合しなくなる。SWR が高い状態で無理に使用すると、送受信の利得が下がるだけでなく、送信時に送信機の終段管（真空管またはトランジスタ）が痛んだり壊れたりする場合がある。

### 伝送路の測定
伝送路（同軸ケーブルまたは平行二線式フィーダ）は、一般に特性インピーダンスを持つ。伝送路の両端に、特性インピーダンスと同じインピーダンスを持つ機器（ふつうは無線機やアンテナ）を接続して使うと、伝送路の長さに関わりなく、伝送路のどこでもインピーダンスは特性インピーダンスと等しくなる。
伝送路の片方を伝送路の特性インピーダンスと同じ無誘導抵抗器で終端し、もう片方をアンテナ・アナライザに接続して測定すると、SWR は 1:1 を示す。もし違っていれば、伝送路のインピーダンスが実際は公称値と異なっているか、断線しているかである。もちろんこの時、アンテナ・アナライザの出力インピーダンスは伝送路のインピーダンスと同じにしておく必要がある。
伝送路が切断している場合、あるいは終端を開放している場合、アンテナ・アナライザは伝送路の物理長や電気長を計測することができる。
アンテナ・アナライザは伝送路の速度係数（短縮率）を調べることができる。速度係数が分かると、アンテナをスタックにする際に、分岐させる伝送路を電気長で 1/4 波長にしたり、ターンスタイル・ダイポール・アンテナを作成したり、シュペルトップ・バラン Spertopf balun（バズーカ・マッチ Bazooka matching としても知られる）を作成したりするときに役に立つ。

### スタブの試験
アンテナと給電線とのインピーダンスを整合させるために、スタブを取り付けることがある。スタブの測定をする場合、1/2 波長の整数倍のスタブは終端を短絡させて、1/4 波長の奇数倍のスタブは終端を開放させて測定する。
スタブを使用する周波数において、1/2 波長の整数倍の長さのスタブを調整するにはリアクタンスが最大になるように長さを調整し、1/4 波長の奇数倍のスタブを調整するにはリアクタンスが 0 かなるべく 0 に近くなるように長さを調整する。

### 等価インピーダンスの測定

#### 直列等価インピーダンスの測定
接続した負荷の直列等価インピーダンスが測定できる。抵抗分を変えないでリアクタンスを打ち消すには、表示されたリアクタンスと反対の特性を持つリアクタンスを負荷に直列に接続すればよい。つまり、表示されたリアクタンスが誘導性なら容量性のリアクタンスを接続するということである。

#### 並列等価インピーダンスの測定
接続した負荷の並列等価インピーダンスが測定できる。抵抗分を変えないでリアクタンスを打ち消すには、表示されたリアクタンスと反対の特性を持つリアクタンスを負荷に並列に接続すればよい。つまり、表示されたリアクタンスが誘導性なら容量性のリアクタンスを接続するということである。

### 反射損失と反射係数との測定
インピーダンスの不整合があると、入力した高周波信号の一部がインピーダンスの不整合な点で反射されて戻ってくる。この時の損失を反射損失（リターン・ロス）という。一般的に、同軸コネクタや給電点などがインピーダンスの不整合な点となり得る。
反射損失とは、入力した信号と反射された信号の比をデシベルで表したものである。VSWR を {\displaystyle VSWR\,\!} とすると、反射係数 {\displaystyle \rho \,\!} は、
{\displaystyle \rho ={\frac {VSWR-1}{VSWR+1}}\,\!}
となり、反射損失 {\displaystyle RL\,\!} [dB] は、
{\displaystyle RL=20\log _{10}\rho \,\!} [dB]
となる。アンテナ・アナライザはこれらを測定することができる。

### その他
この他にも、様々な値を測定することができる。